# Director de producció
El director de producció és una figura lligada a la producció audiovisual, i en té la responsabilitat organitzativa. És un expert en organització i logística del rodatge, i sota les ordres del productor executiu, ha de preparar un pla de producció idoni i el seu corresponent pressupost, tot i que normalment treballa amb un esborrany del pla i pressupost que realitza el Productor executiu, que alhora assumeix la realització de les contractacions més importants.
També realitza el desglossament, de forma que la pel·lícula es rodi de la forma més econòmica possible, efectua les gestions necessàries per a l'allotjament i el menjar quan es roden exteriors, i supervisa la relació entre la producció i els proveïdors i operaris que no formen part de l'equip de producció.
És el responsable de l'organització del treball, de la selecció de part del personal, de gestionar els permisos pertinents de les diferents autoritats i propietaris pel rodatge en localitzacions fora dels estudis, de supervisar la compra de béns i contactar amb els proveïdors. Controla també el funcionament diari de l'oficina de producció, coordinant la feina dels diferents professionals que intervenen que es compleixin els terminis previstos i la pel·lícula no se surti del pressupost.